# Эррера, Густаво (футболист)
Густаво Элой Эррера Прескот (исп. Gustavo Eloy Herrera Prescot; род. 18 ноября 2005, Колон) — панамский футболист, защитник клуба «Пуэбла» и сборной Панамы.

## Клубная карьера
Эррера — воспитанник клуба «Спортинг Сан-Мигелито». 20 октября 2023 года в матче против «Альянса» он дебютировал в чемпионате Панамы. В 2024 году Эррера перешёл в мексиканскую «Пуэблу».

## Международная карьера
В 2024 году в составе молодёжной сборной Панамы Эррера принял участие в молодёжном чемпионате КОНКАКАФ в Мексике. На турнире он сыграл в матчах против команд Гаити, Гватемалы, Канады и США. В поединках против гватемальцев и гаитян Густаво забил три мяча.
9 февраля 2025 года в товарищеском матче против сборной Чили Эррера дебютировал за сборную Панамы.